# Nachtfotografie

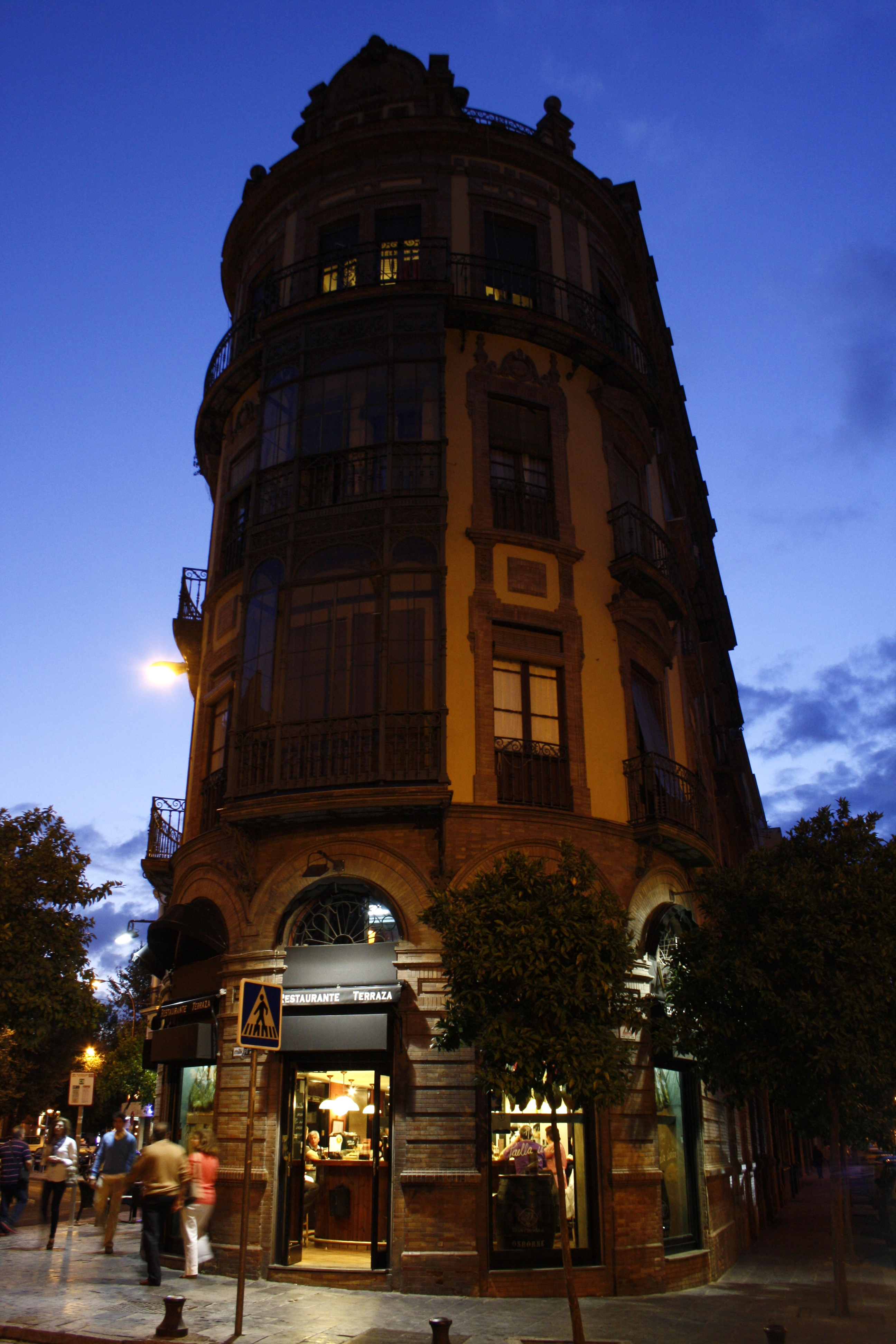
Een nachtfoto van een straathoek in Sevilla

Nachtfotografie is het maken van foto's tussen zonsondergang en zonsopgang. Een fotograaf kan hierbij gebruikmaken van kunstlicht of een lange sluitertijd. Afhankelijk van het beschikbare licht, de grootte van de lensopening en de gevoeligheid van de beeldsensor kan deze variëren van een paar seconden tot wel enkele uren lang.

## Geschiedenis

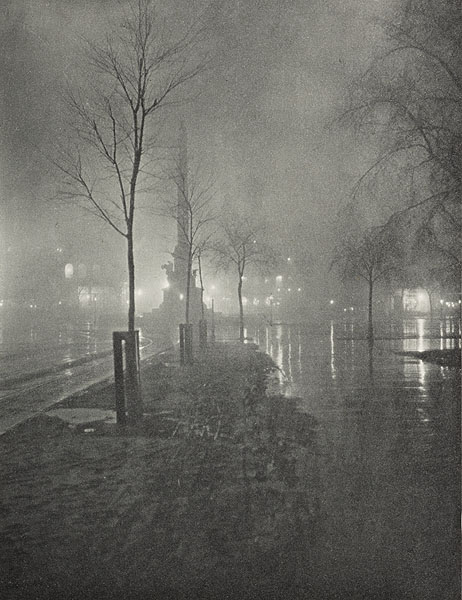
A Wet Night, een nachtfoto van William Fraser uit 1899

Rond het begin van de 20e eeuw begonnen een aantal belangrijke fotografen als Alfred Stieglitz, William Fraser en Jessie Tarbox Beals te experimenteren met het maken van foto's in de nacht. In 1932 publiceerde de fotograaf Brassaï Paris de Nuit, een boek met foto's die hij 's nachts in Parijs maakte. De Britse fotograaf Bill Brandt publiceerde tijdens de Tweede Wereldoorlog foto's die hij 's nachts maakte van de verlaten straten van Londen bij maanlicht.
In de jaren 70 maakte de nachtfotografie een nieuwe opleving. Een bekend voorbeeld zijn de zwart-witfoto's van woestijnplanten die Richard Misrach in de nacht maakte. Joel Meyerowitz publiceerde enorme kleurenfoto's van zonsondergangen in Cape Cod in zijn boek Cape Light uit 1979. De fotograaf Jan Staller maakte aan het einde van de jaren 70 kleurenfoto's van verlaten gedeeltes van de stad New York, waarbij hij liet zien welke beklemmende sfeer er kan worden opgeroepen door gebruik te maken van een lange sluitertijd en het licht afkomstig van de natrium-straatverlichting.
In de jaren 90 was de Britse fotograaf Michael Kenna commercieel de meest succesvolle nachtfotograaf. Hij maakte zwart-witopnames in plaatsen als Groot-Brittannië, Frankrijk, Japan en de Verenigde Staten. Tot zijn meest bekende projecten behoren de fotoseries die hij 's nachts maakte van de River Rouge Plant van Ford Motor Company in Michigan, de Ratcliffe-on-Soar-krachtcentrale in Engeland en een groot aantal Duitse concentratiekampen in Europa.
Tegenwoordig is het dankzij de digitale fotografie een stuk eenvoudiger geworden voor beginnende fotografen om te experimenteren met het maken van foto's in de nacht. Hierdoor is de populariteit van nachtfotografie aanzienlijk gestegen en bestaan er tal van websites die in het teken staan van deze tak van fotografie.

## Onderwerpen
Nachtfotografie leent zich voor een groot aantal onderwerpen. Favorieten zijn bijvoorbeeld verlichte skylines, het nachtleven of juist de verlatenheid van straten. natuurfotografen maken graag gebruik van het aanwezige maanlicht om sfeervolle panorama's te maken en mensen die foto's van hemellichamen willen maken zijn ook op de nacht aangewezen. Een voorbeeld van nachtfotografie binnenshuis is Urban exploring. Men kan bij deze tak van fotografie vaak geen gebruik maken van kunstlicht, omdat in verlaten utiliteitsgebouwen gewoonlijk de elektriciteit is afgesloten.

## Techniek en uitrusting

### Beweging vermijden

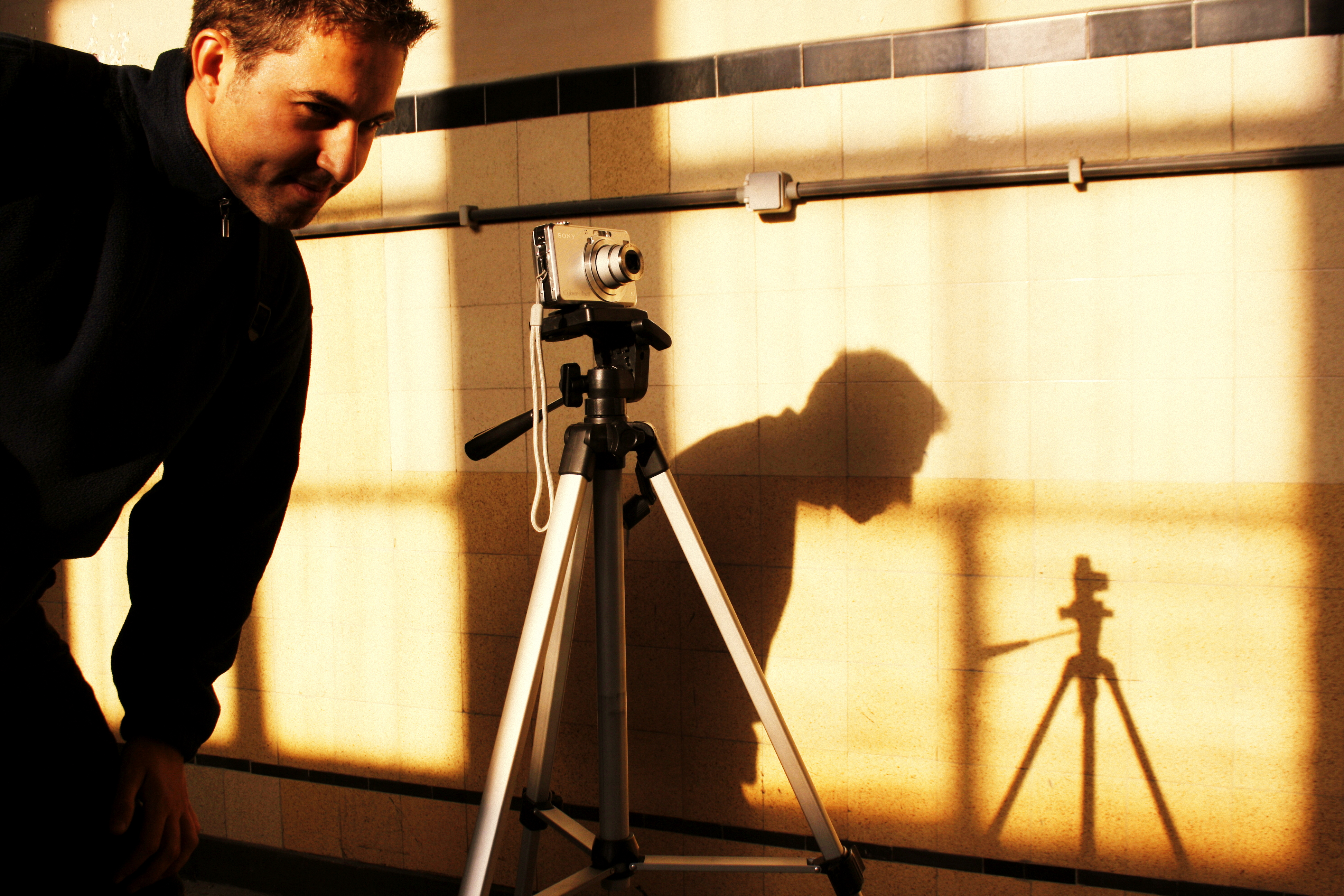
Een "urban explorer" kan moeilijk zonder statief.

Een grote uitdaging bij het maken van nachtfoto's is het zoveel mogelijk vermijden van beweging van de camera. Dit kan onder andere door het gebruikmaken van een stabiele ondergrond of een statief. Het indrukken van de ontspanknop van de camera veroorzaakt ook beweging, veel camera's zijn daarom uitgerust met een zelfontspanner, die de fotograaf vooraf kan instellen. Wanneer de fotograaf de belichtingstijd zelf wil bepalen (bulb), kan hij een speciaal daarvoor bestemde flexibele ontspankabel of een draadloze afstandbediening gebruiken.

### Sluitertijd en lensopening

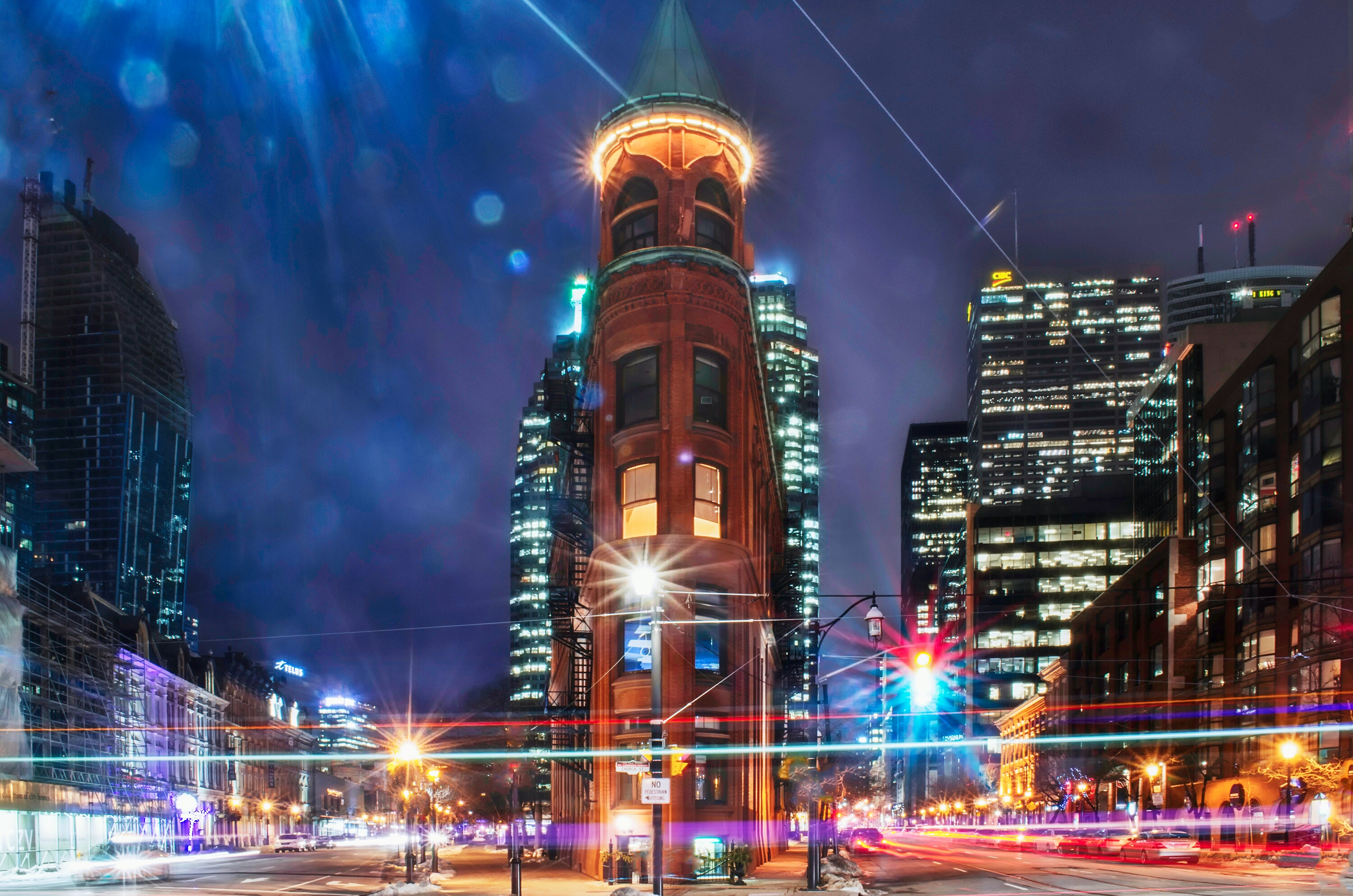
Lichtsporen op een foto van een straat in Toronto, Canada

Een grotere lensopening resulteert in een kortere sluitertijd, maar minder scherptediepte. Voor een straatbeeld zal de fotograaf dus dikwijls kiezen voor een kleinere lensopening en een lange sluitertijd. Doordat de film langer aan het licht wordt blootgesteld worden bewegende voorwerpen als een 'lichtspoor' weergegeven.

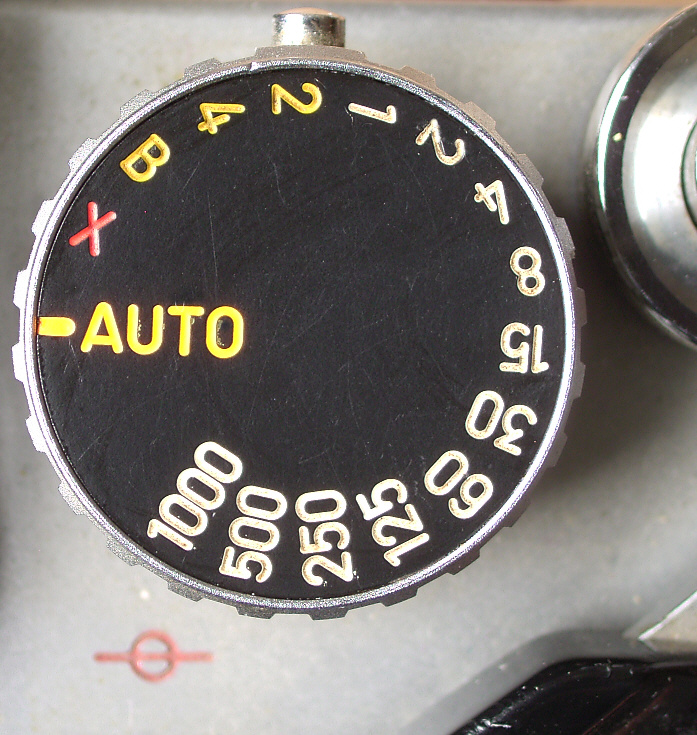
Een sluitertijd-keuzewieltje op een analoge spiegelreflexcamera

Een fotograaf kan ervoor kiezen om halfautomatisch te werken. Hierbij kiest hij óf voor een bepaalde diafragma, óf voor een bepaalde belichtingstijd. De overige instellingen worden dan automatisch bepaald voor een juiste hoeveelheid belichting. Bij sommige camera's kan worden gekozen om volledig manueel te werken. Hierbij zal de fotograaf zelf het diafragma bepalen en wordt de foto net zo lang belicht als de ontspanknop wordt indrukt. Deze instelling wordt bulb genoemd en op de camera vaak met een 'B' aangeduid.

### Filmgevoeligheid
De filmgevoeligheid is ook van invloed op de duur van de sluitertijd. Bij analoge camera's hangt deze af van de ASA-standaard voor het filmrolletje, bij digitale camera's van de ISO-standaard voor de beeldsensor. Beide waardes zijn bij dezelfde aantallen gelijk, een rolletje van 100 ASA heeft bijvoorbeeld dezelfde eigenschappen als een beeldsensor die op 100 ISO is afgesteld.
Hoe hoger de ISO(/ASA)-waarde, hoe minder licht de opname nodig heeft. Deze waarde beïnvloedt de scherpte van de foto. Bij een hoge ASA-waarde wordt de film korreliger, bij een hoge ISO-waarde worden meerdere pixels samengevoegd voor een juiste belichting. Een fotograaf zal daarom in de meeste gevallen zo min mogelijk gebruikmaken van een instelling van 400 ISO of hoger. Een lagere filmgevoeligheid kan worden ondervangen door een grote diafragma-opening of een langere sluitertijd.

### Belichting

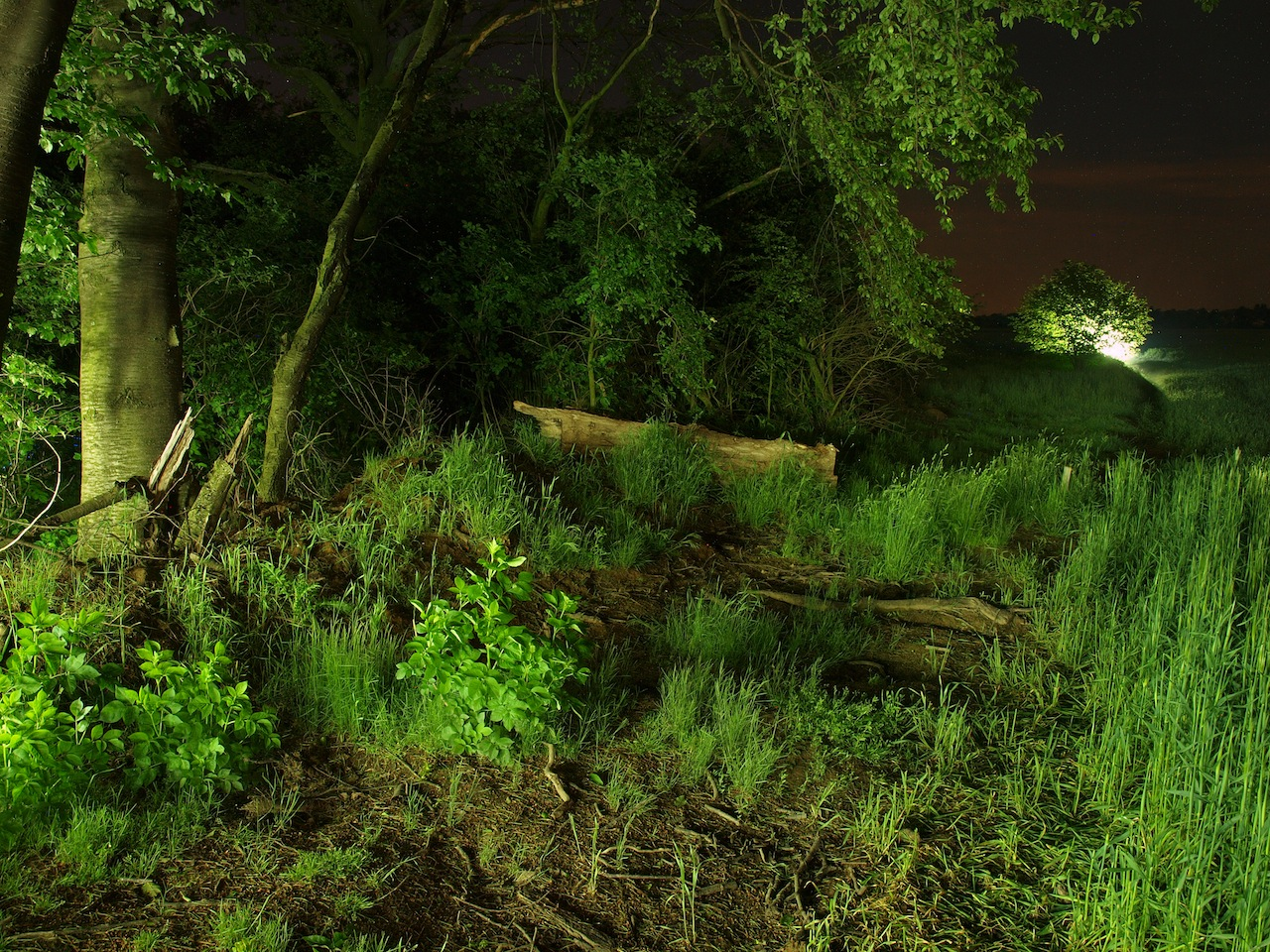
Een nachtopname waarbij gebruik is gemaakt van bewegende LED-verlichting

Veel nachtopnames worden zonder flitser gemaakt. Deze heeft een beperkt bereik en heeft minder effect naarmate de belichtingstijd langer is. Soms kan een flitser echter worden gebruikt door deze meerdere malen achtereen te gebruiken. Bij een lange sluitertijd heeft de fotograaf bovendien de tijd om het onderwerp op diverse plekken en vanuit verschillende richtingen te belichten met zijn flitser. Door de flitslamp te voorzien van een gekleurd filter kan hij bovendien zelf bepalen in welke kleur de foto wordt belicht.
In plaats van met een flitser kan er ook worden gekozen voor andere typen belichting, zoals LED-verlichting. Zulke lichtbronnen hebben als voordeel dat ze een constante lichtstroom geven. Door met een dergelijke lichtbron langs het vast te leggen beeld te lopen kan deze vanuit verschillende hoeken worden belicht.